# Jay O'Brien
Jay James O'Brien (Nueva York, 22 de febrero de 1883-Palm Beach, 5 de abril de 1940) fue un deportista estadounidense que compitió en bobsleigh. Participó en dos Juegos Olímpicos de Invierno en los años 1928 y 1932, obteniendo dos medallas, plata en Sankt Moritz 1928 y oro en Lake Placid 1932.

## Palmarés internacional
| Juegos Olímpicos | Juegos Olímpicos             | Juegos Olímpicos | Juegos Olímpicos |
| Año              | Lugar                        | Medalla          | Prueba           |
| ---------------- | ---------------------------- | ---------------- | ---------------- |
| 1928             | Sankt Moritz (Suiza)         | Medalla de plata | Quíntuple        |
| 1932             | Lake Placid (Estados Unidos) | Medalla de oro   | Cuádruple        |